# Poy Poy 2
Poy Poy 2 è un videogioco d'azione, sviluppato dalla Konami per la PlayStation. È stato pubblicato nel 1998, ed è il seguito di Poy Poy. In Giappone si chiama Poitter's Point 2.
Lo scopo del gioco è lo stesso di Poy Poy, cioè colpire gli avversari con qualsiasi cosa.
Si deve scegliere il personaggio, un'arena e quindi passare all'attacco dei 3 nemici di turno, prendendoli a sassate, legnate, tirandogli pinguini, catapultando loro stessi e usando armi speciali con il solo scopo di sconfiggerli.
Ci sono diversi tipi di gioco: Arcade, Tournament, e a squadre.
Personaggi:
- Harry
- Bubba
- Joey
- Poison
- Arnold
- Kage
- Kool
- D.D.
- Deco
- Tenten
- Bull
- Apache
- Shane
- Cutey
- Yamada
- Sanpey
- Kally

Livelli: 
1. Grass
2. Moai
3. Ice
4. Sand
5. Park
6. Shock
7. Blast
8. Warp
9. Sky cube
10. Moon
11. Finale